# Bistricioara
Bistricioara – wieś w Rumunii, w okręgu Neamț, w gminie Ceahlău. W 2011 roku liczyła 687 mieszkańców.